# Tour du Rwanda
Tour du Rwanda – wieloetapowy wyścig kolarski rozgrywany w Rwandzie.
Wyścig początkowo odbywał się poza kalendarzem UCI. Pierwsze trzy edycje zorganizowano w latach 1988–1990, a następnie wyścig reaktywowano dopiero w 2001 – do tego czasu odbywa się co roku.
W 2009 został włączony do kalendarza UCI Africa Tour z kategorią 2.2, a w 2020 uzyskał kategorię 2.1.
W próbce pobranej podczas 2. etapu edycji z 2020 wykryto niedozwolone środki dopingujące u Szwajcara Patricka Schellinga, który początkowo zajął 3. pozycję w klasyfikacji generalnej wyścigu, w związku z czym jego wynik został anulowany. 

## Zwycięzcy
Opracowano na podstawie:
| Rok  | Pierwsze                | Drugie                | Trzecie                     |
| ---- | ----------------------- | --------------------- | --------------------------- |
| 1988 | Celestin N'Dengeyingoma |                       |                             |
| 1989 | Omar Masumbuko          |                       | Pierre Bukuru               |
| 1990 | Faustin M'Parabanyi     |                       |                             |
| 2001 | Bernard N'Sengiyumva    |                       |                             |
| 2002 | Abraham Ruhumuriza      |                       |                             |
| 2003 | Abraham Ruhumuriza      |                       |                             |
| 2004 | Abraham Ruhumuriza      |                       |                             |
| 2005 | Abraham Ruhumuriza      |                       |                             |
| 2006 | Peter Kamau             | Davidson Kamau Kihagi |                             |
| 2007 | Abraham Ruhumuriza      | Nyandwi Uwase         | Nathan Byukusenge           |
| 2008 | Adrien Niyonshuti       | Nathan Byukusenge     | Godfrey Gahemba             |
| 2009 | Adil Jelloul            | Abdelatif Saadoune    | Adrien Niyonshuti           |
| 2010 | Daniel Teklehaimanot    | Natnael Berhane       | Reinardt Janse van Rensburg |
| 2011 | Kiel Reijnen            | Joseph Rosskopf       | Dylan Girdlestone           |
| 2012 | Darren Lill             | Dylan Girdlestone     | John Njoroge                |
| 2013 | Dylan Girdlestone       | Louis Meintjes        | Metkel Eyob                 |
| 2014 | Valens Ndayisenga       | Jean Bosco Nsengimana | Aron Debretsion             |
| 2015 | Jean Bosco Nsengimana   | Joseph Areruya        | Camera Hakuzimana           |
| 2016 | Valens Ndayisenga       | Metkel Eyob           | Tesfom Okbamariam           |
| 2017 | Joseph Areruya          | Metkel Eyob           | Suleiman Kangangi           |
| 2018 | Samuel Mugisha          | Jean-Claude Uwizeye   | Mulu Hailemichael           |
| 2019 | Merhawi Kudus           | Rein Taaramäe         | Matteo Badilatti            |
| 2020 | Natnael Tesfatsion      | Moïse Mugisha         | Patrick Schelling           |
| 2021 | Cristián Rodríguez      | James Piccoli         | Alex Hoehn                  |
| 2022 | Natnael Tesfatsion      | Anatolij Budiak       | Jesse Ewart                 |
| 2023 | Henok Mulubrhan         | Walter Calzoni        | William Junior Lecerf       |
| 2024 | Joseph Blackmore        | Ilkhan Dostiyev       | Jhonatan Restrepo           |
| 2025 | Fabien Doubey           | Henok Mulubrhan       | Oliver Mattheis             |